# 4. Nationalparlament Osttimors
Das 4. Nationalparlament Osttimors wurde bei den Parlamentswahlen in Osttimor 22. Juli 2017 als neue Legislative Osttimors gewählt. Damit endete die Legislaturperiode des 3. Nationalparlament Osttimors und die Amtszeit der VI. konstitutionellen Regierung Osttimors unter Premierminister Rui Maria de Araújo (FRETILIN), die bis zur Vereidigung des neuen Premierministers Marí Bin Amude Alkatiri (FRETILIN) am 15. September 2017 die Amtsgeschäfte weiterführte. Im 4. Nationalparlament Osttimors waren fünf Parteien vertreten.

## Abgeordnete
Stärkste Kraft war die FRETILIN mit 23 Sitzen, gefolgt vom Congresso Nacional da Reconstrução Timorense (CNRT) mit 22 Sitzen, der Partidu Libertasaun Popular (PLP) mit acht Sitzen der Partido Democrático (PD) mit sieben Sitzen und der KHUNTO mit fünf Sitzen.

## Geschehen
Der CNRT erklärte in die Opposition gehen zu wollen. Es kam daher zu einem Bündnis aus FRETILIN und KHUNTO. Die PD kündigte an, die Bildung der Minderheitsregierung nicht blockieren zu wollen.
Die Abgeordneten des neugewählten Parlaments sollten am 21. August vereidigt werden, doch verschob man dann die erste Sitzung. Man wollte auf die Rückkehr von Xanana Gusmão warten, der sich im Ausland für Verhandlungen zu den Grenzstreitigkeiten zwischen Australien und Osttimor aufhielt. Solange agierten altes Parlament und Regierung als Übergang. Die Nichtregierungsorganisation Fundasaun Mahein kritisierte, dass dies nicht der Verfassung entspräche, da innerhalb von 15 Tagen nach Bestätigung des Ergebnisses durch das Oberste Gericht, das neue Parlament hätte zusammentreten müssen.
Nach Gusmãos Rückkehr trat das Parlament erstmals am 5. September 2017 zusammen. Zum Parlamentspräsidenten wurde Aniceto Guterres Lopes (FRETILIN) mit 33 von 65 Stimmen gewählt. Damit fehlten ihm zwei Stimmen aus dem Bündnis von FRETILIN, KHUNTO und PD. Sein Gegenkandidat, der bisherige Parlamentspräsident Adérito Hugo da Costa (CNRT) erhielt 32 Stimmen. Zu Vizepräsidenten wurden am 6. September 2017 Júlio Sarmento da Costa (PD) und António Verdial de Sousa (KHUNTO) mit 47 Ja-Stimmen, 10 Nein-Stimmen und zehn Enthaltungen gewählt. Sekretärin des Präsidiums wurde Angélica da Costa (FRETILIN) und ihre Stellvertreterinnen Lídia Norberta dos Santos Martins (FRETILIN) und Elvina Sousa Carvalho (PD).
Am 15. September wurde Marí Alkatiri zum Premierminister einer Minderheitsregierung aus FRETILIN und PD vereidigt.
Das Parlament verfügte wieder über sieben Ausschüsse (Kommissionen). Die Präsidien wurden am 21. September gewählt. Die FRETILIN war bei den leitenden Ämtern deutlich unterrepräsentiert, die PD gar nicht vertreten.
Am 12. Oktober unterzeichneten CNRT, PLP und KHUNTO eine Vereinbarung zur Bildung einer neuen Aliança da Maioria Parlamentar AMP zur Überwachung der Minderheitsregierung. Am 20. November stellte die Opposition einen Misstrauensantrag gegen die Regierung. Parlamentspräsident Lopes ließ aber keine Abstimmung auf die Tagesordnung der Sitzungen setzen, weshalb die Opposition am 4. Dezember auch einen Absetzungsantrag gegen Lopes einreichte. Der blieb aber unbearbeitet. Lopes stellte im Gegenzug beim Tribunal de Recurso de Timor-Leste einen Antrag auf Kontrolle der Verfassungsmäßigkeit des Artikels der Parlamentsgeschäftsordnung, der seine Absetzung ermöglicht. Er forderte eine einstweilige Verfügung gegen den Absetzungsantrag, „zur Verteidigung der Ehre und Würde des Amtes“.
Nachdem die Regierung keine Vorhaben mehr durchsetzen konnte, beschloss Staatspräsident Francisco Guterres am 26. Januar 2018 die Auflösung des Parlaments. Vor den Neuwahlen nannte sich die AMP in Aliança para Mudança e Progresso um.

## Ausschüsse
| Ausschüsse (Kommissionen) |                                                   |                                     |                                      |
| Kommission | Präsident                                         | Vizepräsident                       | Sekretär                             |
| Kommission A: Kommission für konstitutionelle Angelegenheiten, Justiz, Öffentliche Verwaltung, lokale Rechtsprechung und Korruptionsbekämpfung | Carmelita Caetano Moniz (CNRT)                    | Signi Chandrawati Verdial (PLP)     | Virgínia Ana Belo (CNRT)             |
| Kommission B: Kommission für Außenangelegenheiten, Verteidigung und nationale Sicherheit                                                       | Fidelis Leite Magalhães (PLP)                     | Luís Roberto da Silva (KHUNTO)      | Jacinto Viegas Vicente (CNRT)        |
| Kommission C: Kommission für Öffentliche Finanzen                                                                                              | Maria Angélica Rangel da Cruz dos Reis (FRETILIN) | Maria Fernanda Lay (CNRT)           | Nurima Ribeiro Alkatiri (FRETILIN)   |
| Kommission D: Kommission für Wirtschaft und Entwicklung                                                                                        | Demétrio do Amaral de Carvalho (PLP)              | Jacinto Rigoberto (CNRT)            | Rosalina Ximenes (PLP)               |
| Kommission E: Kommission für Infrastruktur, Transport und Kommunikation                                                                        | Abel Pires da Silva (PLP)                         | Armanda Berta dos Santos (KHUNTO)   | Albina Marçal Freitas (CNRT)         |
| Kommission F: Kommission für Gesundheit, Bildung, Kultur, Veteranen und Gleichstellung der Geschlechter                                        | José Agustinho da Silva (KHUNTO)                  | Abrão José Freitas (PLP)            | Patrocínio Fernandes dos Reis (CNRT) |
| Kommission G: Kommission für Ethik | Veneranda Lemos Martins (CNRT)                    | Maria Angelina Lopes Sarmento (PLP) | Leandro Lobato (CNRT)                |